# Eclissi solare del 4 gennaio 2011
L'eclissi solare del 4 gennaio 2011 è un evento astronomico che ha avuto luogo il suddetto giorno dalle ore 6:40 UTC alle 11:00 UTC.
È stata visibile da tutta l'Europa, dall'Africa del Nord e dalla gran parte dell'Asia occidentale, anche se le pesanti nuvole presenti sopra l'Italia settentrionale, la Svizzera, e la Francia meridionale hanno impedito in molti luoghi di vedere l'evento.
La Luna è passata davanti al Sole senza coprirlo completamente, ma nascondendone comunque buona parte a seconda del luogo in cui ci si trovava.

## Descrizione
L'eclissi maggiore è stata visibile alle coordinate 64.7N 20.8E, corrispondenti al territorio di Skellefteå, in Svezia alle ore 8:51 UTC, quando la magnitudine all'orizzonte era di 0,858 indicando che la Luna ricopriva l'85% del diametro del Sole. In quel momento l'asse dell'ombra lunare passava a 510 km al di sopra della superficie terrestre. Questa eclissi è stata la prima di una serie di quattro eclissi parziali avvenute nel 2011; le altre sono avvenute il 1º giugno, il 1 luglio e il 25 novembre 2011.
L'eclisse faceva parte del ciclo Saros 151 ed era la 14ª di una serie di 72. Questo ciclo è iniziato il 14 agosto 1776 e terminerà con l'eclisse del 1º ottobre 3056.
L'eclissi solare è stata seguita anche da due eclissi lunari totali avvenute il 15 giugno e il 10 dicembre 2011.

## Simulazione zona d'ombra

Ombra generata dall'eclissi.

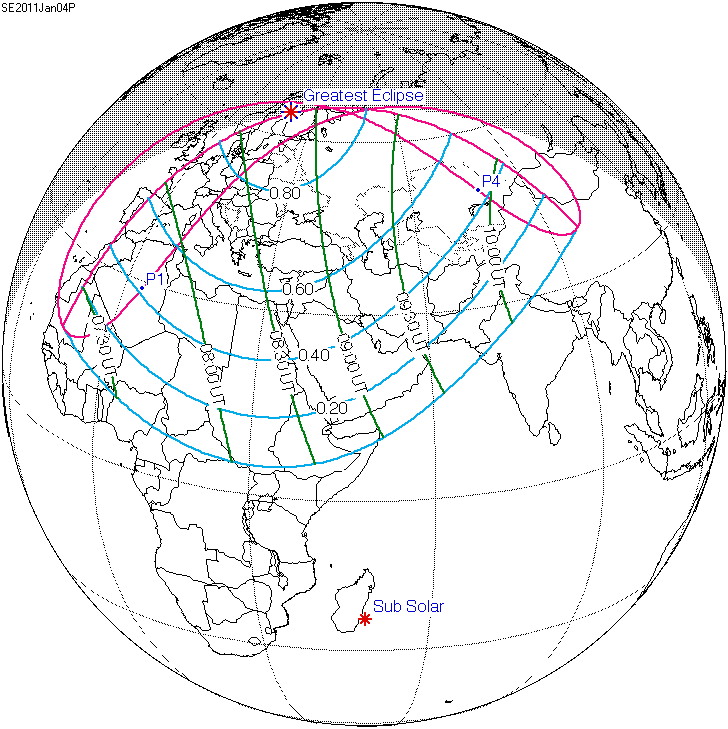
Mappa eclissi.

## Galleria d'immagini

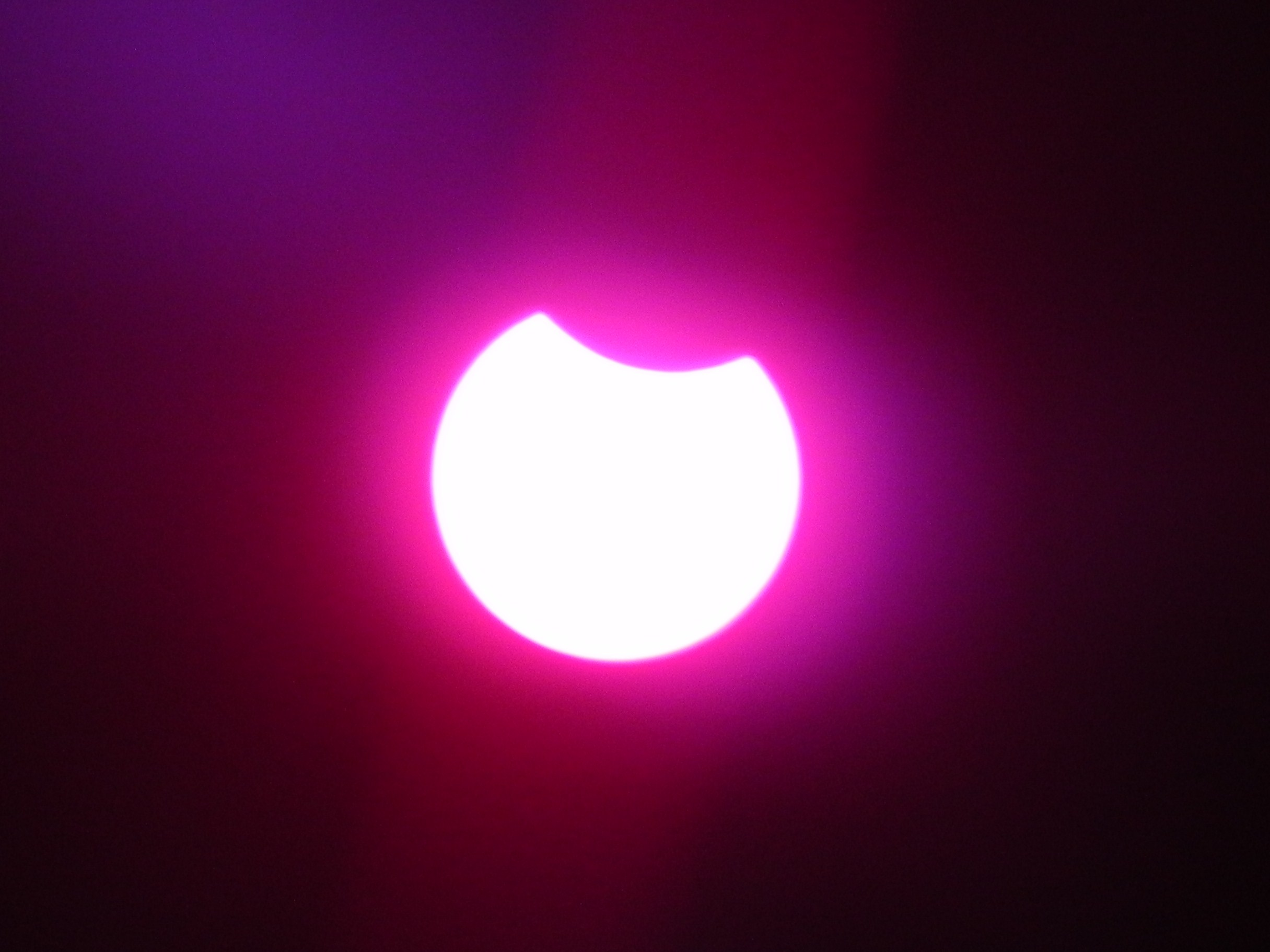
Sana'a, Yemen
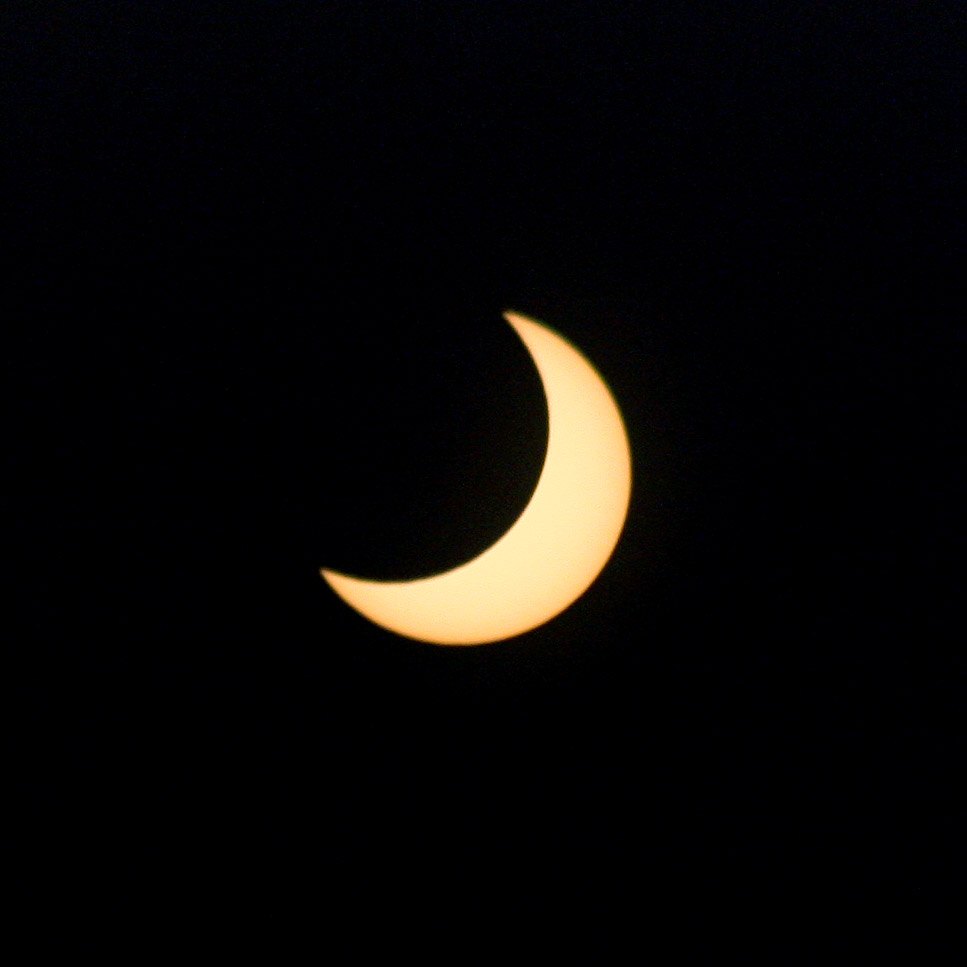
Vienna, Austria
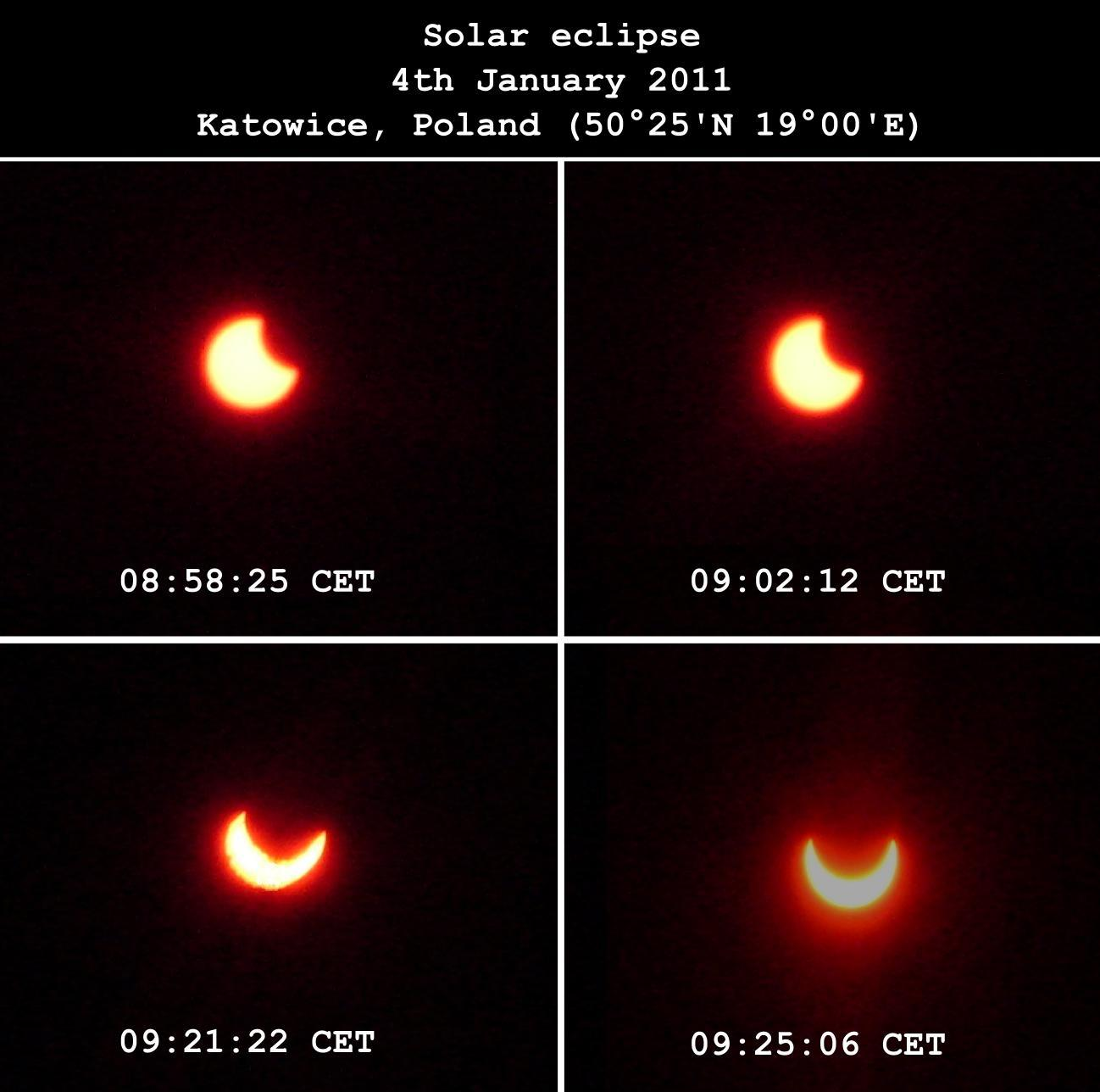
Katowice, Polonia
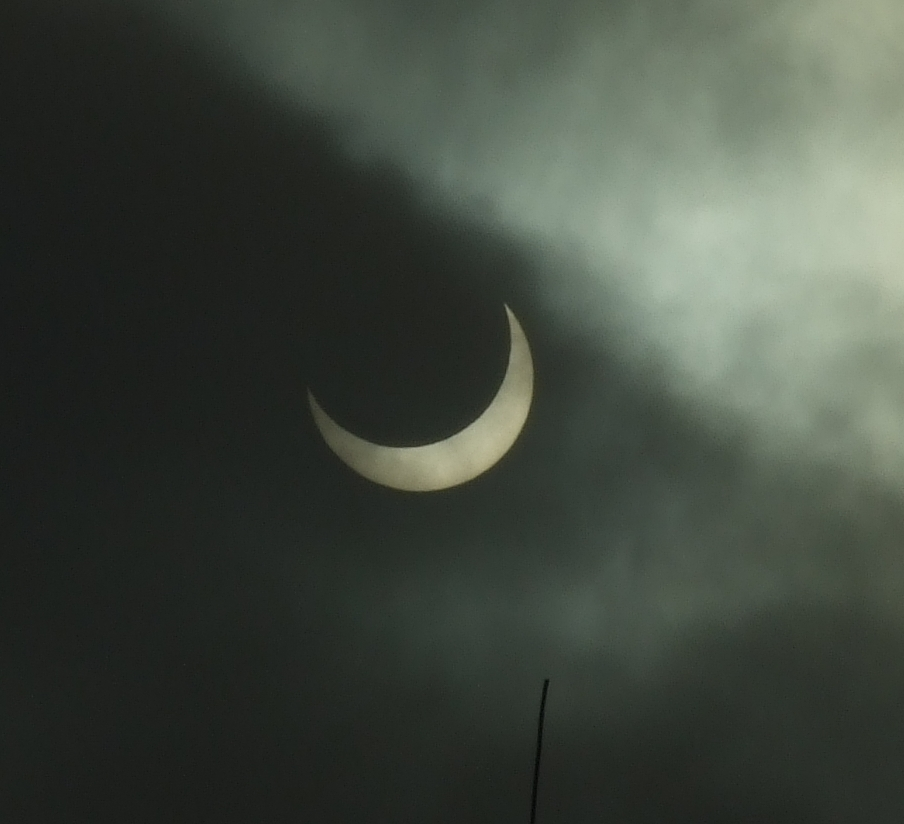
Olkusz, Polonia